# Lá cờ Ohio
Lá cờ Ohio là một cờ đuôi nheo (tiếng Anh: burgee), được chấp nhận vào năm 1902 và được vẽ bởi John Eisenmann cho Cuộc triển lãm Liên Mỹ (Pan-American Exposition) năm 1901. Tam giác lớn màu xanh tượng trưng cho các đồi và thung lũng của Ohio, và năm sọc tượng trưng cho đường sá và đường sông. Mười bảy hình sao có nghĩa rằng Ohio là tiểu bang thứ 17 được gia nhập vào liên bang. Hình tròn màu trắng với tâm vòng tròn màu đỏ không chỉ là chữ đầu tiên trong tên của tiểu bang này, mà cũng miêu tả cây mắt nai (buckeye), cây chính thức của Ohio có trong tên hiệu "tiểu bang cây mắt nai".
Đây là cờ tiểu bang duy nhất ở nước Mỹ không theo hình chữ nhật, và là một trong hai cờ chính phủ cấp tiểu bang trở lên trên thế giới (cờ kia là Quốc kỳ Nepal). Nó dựa tí trên những cờ kỵ binh trong Nội chiến Mỹ và Chiến tranh Tây Ban Nha–Mỹ.